# Зелёное строительство

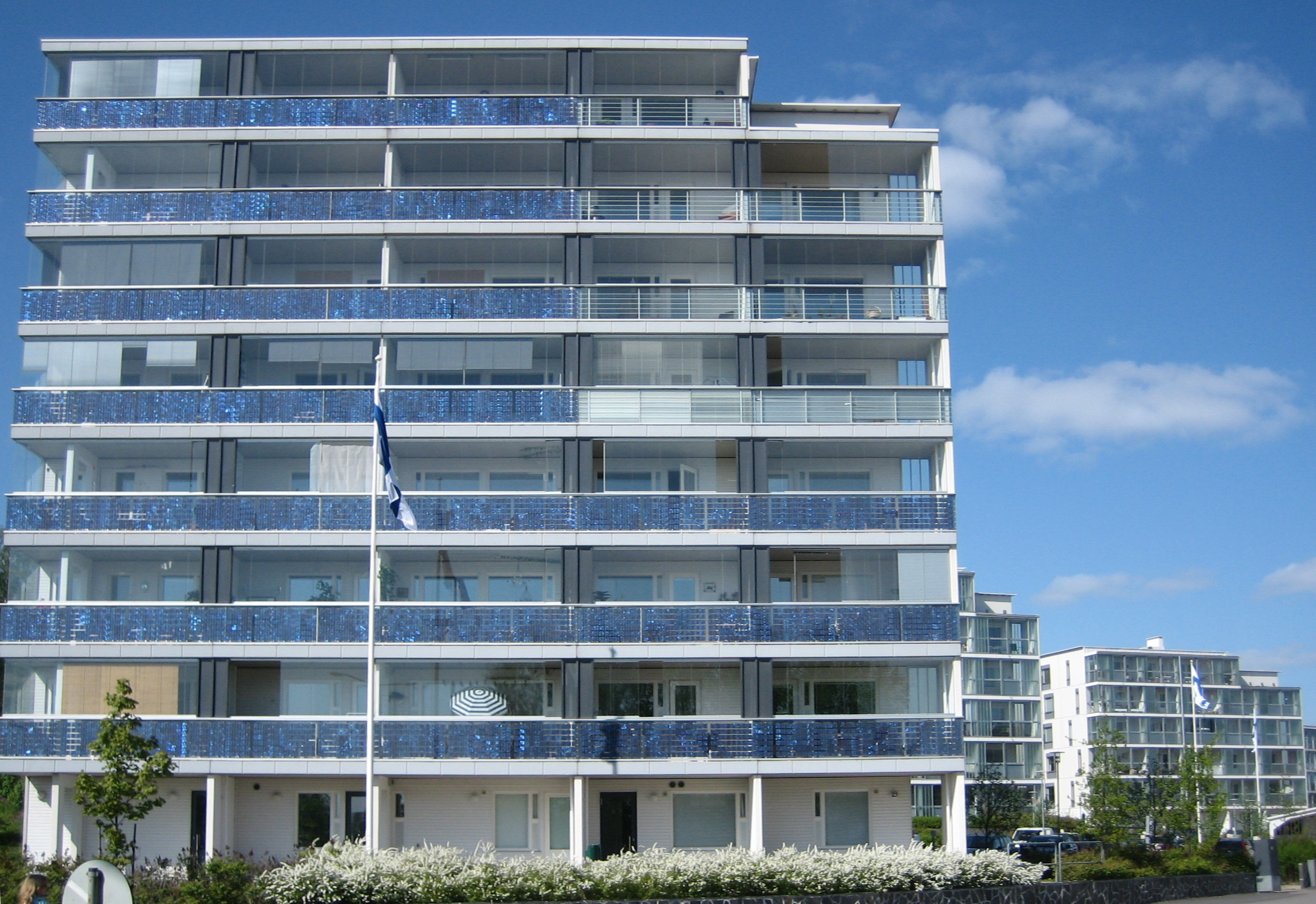
Виики — квартал зданий с низкими энергозатратами в Хельсинки (Финляндия). В фасад здания встроены панели, аккумулирующие солнечную энергию

Зелёное строительство (также экологическое строительство, экостроительство, экодевелопмент) — это вид строительства и эксплуатации зданий, подразумевающий минимальное воздействие на окружающую среду. 

## Цели внедрения экостроительства
Основной целью экостроительства является снижение уровня потребления энергетических и материальных ресурсов на протяжении всего жизненного цикла здания: от выбора участка, проектирования и строительства до эксплуатации, ремонта до сноса.
Второй, не менее важной целью зелёного строительства является сохранение и повышение качества зданий, комфорта их внутренней среды. Эта практика расширяет и дополняет классическое строительное проектирование понятиями экономии, полезности, долговечности и комфорта.
Хотя новые технологии по строительству экозданий постоянно совершенствуются, основной целью данного направления в строительстве является сокращение общего влияния застройки на окружающую среду и человеческое здоровье, что достигается за счёт эффективного использования энергии, воды и других ресурсов; внимания к поддержанию здоровья жителей и повышению эффективности работников; сокращения отходов, выбросов и других воздействий на окружающую среду.

## Задачи
1. Сокращение совокупного (за весь жизненный цикл здания) пагубного воздействия строительной деятельности на здоровье человека и окружающую среду, что достигается посредством применения новых технологий и подходов.
2. Создание новых промышленных продуктов.
3. Снижение нагрузок на региональные энергетические сети и повышение надёжности их работы.
4. Создание новых рабочих мест в интеллектуальной сфере производства.
5. Снижение затрат на содержание зданий нового строительства.

## История
1. В 1970-х популяризировались идея движения за здоровый образ жизни и чистоту окружающей среды.
2. Появились первые экзотические частные дома, в которых были реализованы экологические подходы и использованы источники альтернативной энергии.
3. с 1974 по 1993 гг. — продвижение стратегии энергоэффективности:
  - с 1975 г. началось строительство демонстрационных энергоэффективных зданий;
  - сформировалось понимание важности энергоэффективности на государственном уровне, возникла государственная поддержка частных инициатив. Были сформулированы цели и задачи Зелёного Строительства;
  - 1990 — внедрение стандарта BREEAM в Великобритании;
  - 1992 — начало программы Energy Star в США.
4. с 1993 по 1998 гг. — продвижение стратегии ресурсосбережения и рационального управления и пользования ресурсами, потребляемыми при строительстве зданий:
  - возросшие вычислительные мощности компьютеров значительно улучшили качество обработки государственных статистических данных, и оказалось, что на содержание зданий идёт 40-45 % вырабатываемых энергетических ресурсов;
  - серьёзное влияние на развитие Зелёного строительства оказало движение на национальных и межправительственных уровнях за предотвращение изменения климата и сокращение выбросов СО2.
5. Коллективными усилиями разработчиков были формализованы комплексные подходы или Зелёные Стандарты строительства.
6. Опираясь на устремления общественных и бизнес групп, в развитых странах возникла государственная политика в отношении Зелёного строительства. Отныне инвесторы и девелоперы были вынуждены придерживаться её.
7. с 1998 по 2005 гг. — продвижение инновационных подходов в строительстве и переход от комплексной эффективности к зданиям с нулевым воздействием и нулевым выбросом:
  - 1998 г. — появление рейтинговой системы LEED;
  - 1999 г. — первая встреча всемирного Совета по экологическому строительству при участии 8 стран: США, Австралия, Испания, Великобритания, Япония, ОАЭ, Россия и Канада;
  - 2002 учреждение Всемирного совета по экологическому строительству.
8. 2005 и в ближайшее будущее — применение метода Анализ Жизненного Цикла (LCA и LCC), где на уровне экологического и экономического следа можно будет рассчитать все затраты, риски и целесообразность от конца в начало, то есть от утилизации к первоначальной идее.

## Зелёные стандарты проектирования как регламент жизнеустойчивого строительства
Зелёное строительство — это комплексное знание, структурируемое стандартами проектирования и строительства. Уровень его развития напрямую зависит от достижений науки и технологии, от активности промышленных инженеров и от сознания обществом экологических принципов.
Зеленые стандарты призваны ускорить переход от традиционного проектирования и строительства зданий и сооружений к устойчивому, которое проповедует следующие принципы:
- безопасность и благоприятные здоровые условия жизнедеятельности человека;
- ограничение негативного воздействия на окружающую среду;
- учёт интересов будущих поколений.

Зелёные стандарты призваны регламентировать жизнеустойчивый подход в строительстве и оценить степень соответствия зданий исходным принципам.
Разработка и внедрение стандартов зелёного строительства очевидно стимулирует развитие бизнеса, инновационных технологий и экономики, улучшает качество жизни общества и состояние окружающей среды. Они являются инструментом разумной экономики — сохраняют деньги на всех этапах и способствуют интеграции в мировое движение, являются ключом к зарубежным инвестициям и признанию на мировом уровне. В частности, 8 сентября 2014 года под руководством Комитета по энергоэффективности Российской гильдии управляющих и девелоперов при поддержке Совета по экологическому строительству была разработана и утверждена российская система соответствия экологическим требованиям и энергосбережению в коммерческой и жилой недвижимости Green Zoom.
Зелёные стандарты проектирования, строительства, эксплуатации зданий, ведения бизнеса и жизнедеятельности в строительной сфере суть феномены, которые направляют, корректируют и управляют развитием общества, экономики и инфраструктуры.

## Национальные стандарты Зелёного строительства
В странах, где развивается Экологическое строительство, создаются национальные стандарты, учитывающие социально-экономические и природные условия страны: законодательство, государственную политику в отношении энергоресурсов и экологии, климатические условия, степень осознания проблем энергоэффективности и экологичности профессиональными сообществами и населением.
Сутью развития национального стандарта является переформулирование только тех концептуальных рекомендаций общепризнанных систем экологической экспертизы объектов недвижимости, которые сможет ввести в практику национальный проектно-строительный сектор. Например, нецелесообразно введение в северных областях России таких рекомендаций как автономная выработка электроэнергии ветрогенераторами и солнечными батареями. Адаптация международных зелёных стандартов призвана дать строительному сектору методическую базу для деятельности, для постройки энергоэффективного, экологичного и комфортного жилья.
Развитием и внедрением Зелёных стандартов занимаются советы по Зелёному строительству, специально создаваемые некоммерческие организации.
Координация деятельности советов и других экологически ориентированных строительных и управляющих компаний осуществляется Всемирным советом по экологическому строительству (WorldGBC).
WorldGBC является некоммерческой организацией, деятельность которой заключается в донесении опыта лидеров строительной отрасли до других участников рынка и предоставлении международной дискуссионной площадки для обсуждения наиболее совершенных методов проектирования, строительства и архитектуры в рамках общепринятой концепции устойчивого развития территорий (общепринятым в концепции является признание приоритета «зеленых» решений в отрасли).
Организация имеет множество направлений деятельности, среди которых поддержка развивающихся национальных Советов по зелёному строительству и сертификационных систем по оценке качества зданий. Эксперты WorldGBC занимаются разработкой организационного инструментария, маркетинговым продвижением зелёных решений в профильных бизнес-отраслях, информационной поддержкой программ WorldGBC и национальных советов по Зелёным зданиям, а также организацией независимых брифингов и консультированием частных лиц, интересующихся проблемой изменения климата и зелёными решениями в строительстве и проектировании.

## Выгоды от внедрения подхода
Преимущества сертификации зданий, сооружений и продукции в соответствии с Зелёными стандартами для инвесторов, владельцев недвижимости, девелоперов, проектировщиков и управляющих компаний:
1. Бoльшая конкурентоспособность в продвижении своего проекта или решения как экологически чистого и соответствующего принципам устойчивого развития окружающей среды.
2. Гарантия, что при строительстве объекта применялись технологии, соответствующие основным принципам устойчивого развития территорий.
3. Активизация поиска инновационных решений, которые минимизируют воздействие на окружающую среду.
4. Снижение эксплуатационных расходов и повышение качества рабочей и жилой среды.
5. Соответствие объекта стандарту, который демонстрирует продвижение к корпоративным и организационным экологическим целям, даёт право публично называться Зелёной компанией в сфере недвижимости.

Иными словами, сертификация по Зелёным стандартам и достижение высоких показателей по энергоэффективности становится значимым конкурентным преимуществом, которое увеличивает доходность проекта через повышение арендной платы и снижение издержек, что высоко ценится потенциальными инвесторами.
Преимущества для окружающей среды:
1. Значительное сокращение выбросов парниковых газов, мусора и загрязнённых вод.
2. Расширение и защита естественной среды обитания и биологического разнообразия.
3. Сохранение природных ресурсов.

Преимущества для здоровья и общества:
1. Создание более комфортных условий в помещениях по качеству воздуха, а также тепловым и акустическим характеристикам.
2. Снижение уровня загрязнений, попадающих в воду, почву и воздух, и как следствие, сокращение нагрузки на городскую инфраструктуру.
3. Повышение качества жизни с помощью оптимального градостроительного проектирования — размещения мест приложения труда в непосредственной близости жилых районов и социальной инфраструктурой (школы, медучреждения, общественный транспорт и т. д.).

Экономические выгоды:
Эксплуатация Зелёных зданий по сравнению с традиционными сооружениями является экономически более выгодной. Так:
1. На 25 % снижается энергопотребление, и соответственно достигается уменьшение затрат на электроэнергию;
2. Уменьшение потребления воды на 30 % закономерно приводит к значительному снижению издержек на водоснабжение;
3. Сокращение затрат на обслуживание здания достигается за счёт более высокого качества современных средств управления, эффективного контроля и оптимизации работы всех систем;
4. Увеличенная текущая чистая выручка (например, 3%-я премия на средней норме арендного договора) и стоимость активов собственности (например, 10%-я премия на коммерческой ценности) может привести к более низким финансовым и страховым затратам;
5. Уменьшение количества отказов от аренды и собственности, увеличение удовлетворенности арендаторов, что также может привести к снижению издержек;
6. Внедрение принципов Зелёного строительства прекрасно подходит для привлечения общественного внимания, способствует скорейшей окупаемости арендных площадей и большей лояльности арендаторов;
7. Согласно социально-экономическим исследованиям аналитики прогнозировали рост рынка Зелёных строительных материалов на 5 % ежегодно от 455 млрд долларов в 2008 к 571 млрд. — в 2013-м. Большинство крупнейших мировых строительных компаний к 2013 году планировало заключать на Зелёные здания не менее половины всех своих контрактов;[источник не указан 3988 дней][4]
8. Здания, построенные с использованием Зелёных технологий, способствуют сохранению здоровья работающих в них людей, что может снизить потери от выплат по медицинской страховке;
9. Принципы строительства Зелёных зданий уже сейчас соответствуют ожидаемому ужесточению экологического законодательства, связанного с ограничением выбросов углерода;
10. Постоянное снижение себестоимости. Большинство Зелёных зданий дороже обычных не более чем на 4 %, а в ближайшем будущем применение Зелёных технологий станет самым эффективным средством для снижения себестоимости строительства. В настоящий момент дополнительная себестоимость может быть амортизирована в ходе эксплуатации здания, и обычно компенсируются в течение первых 3-х или 5-ти лет за счёт снижения эксплуатационных издержек;
11. Многие инвесторы уже сейчас рассматривают строительство обычных зданий как увеличение своих рисков и повышение ответственности.

## Техническое регулирование в мире
Основными стандартами в мире являются американский LEED и британский BREEAM, на которые приходится 80 % всех сертифицированных зданий.

### Россия
К концу 2011 года в России построено несколько десятков зданий по стандартам LEED и BREEAM. Среди них торговая, жилая недвижимость, спортивные сооружения. Главным стимулом в России является наличие спроса, а в мире — этические причины и трансформация рынка. Стоимость такого строительства на 7 % дороже для вновь спроектированного здания и на 10-15 % выше при внедрении в существующий проект. Доля «зелёной сертификации» составляет 20 % от стоимости проекта. Приняты законы № 111730-5-ФЗ «Об энергосбережении и повышении энергетической эффективности», № 384-ФЗ «Технический регламент о безопасности зданий и сооружений». Однако мотивация экостроительства слаба по причине низкой цены на энергоносители в стране. В Санкт-Петербурге принят региональный методический документ «Рекомендации по обеспечению энергетической эффективности жилых и общественных зданий», обязательный для бюджетного строительства и снижающий потребление энергии в новых домах.

## Направления в экостроительстве
- Экoмейнстрим — европейские дома, где, как правило, экономится вода (существует параллельная система сбора дождевой воды) и тепло, включён рекуператор. Это дома ультранизкого потребления массового строительства в Австрии и Германии
- Экохайтек — пилотные проекты со сложными инженерными сооружениями и фасадами, системами переработки мусора и т. д.
- Эколоутек — разновидность экостроительства, где применяются, в основном, природные материалы (дерево, глина, солома, тростник)
- Экофутуризм — направление архитектора Уильяма Макдонах, по мнению которого необходимо «отменить» отходы, ядовитые вещества, а новые искусственные вещества сделать неядовитыми и безотходными
- Зелёные офисы — пилотные проекты, появившиеся в Москве в 2011 году, прошедшие сертификацию LEED[9]

## Другие значения термина
- Зелёное строительство  — составная часть современного градостроительства, синоним озеленения населённых мест и ландшафтной архитектуры. Городские парки, сады, скверы, бульвары, загородные парки (лесопарки, лугопарки, гидропарки, исторические, этнографические, мемориальные), национальные парки, народные парки, тесно связанные с планировочной структурой города, являются необходимым элементом общегородского ландшафта. Они способствуют образованию благоприятной в санитарно-гигиеническом отношении среды, частично определяют функциональную организацию городских территорий, служат местами массового отдыха трудящихся и содействуют художественной выразительности архитектурных ансамблей. При разработке проектов садов и парков учитывают динамику роста деревьев, состояние и расцветку их крон в зависимости от времени года. В многообразном комплексе Зелёного строительства особо выделяются: ландшафтная архитектура, озеленение населённых мест, садово-парковое искусство.[10][11][12]